# Landskap (terräng)

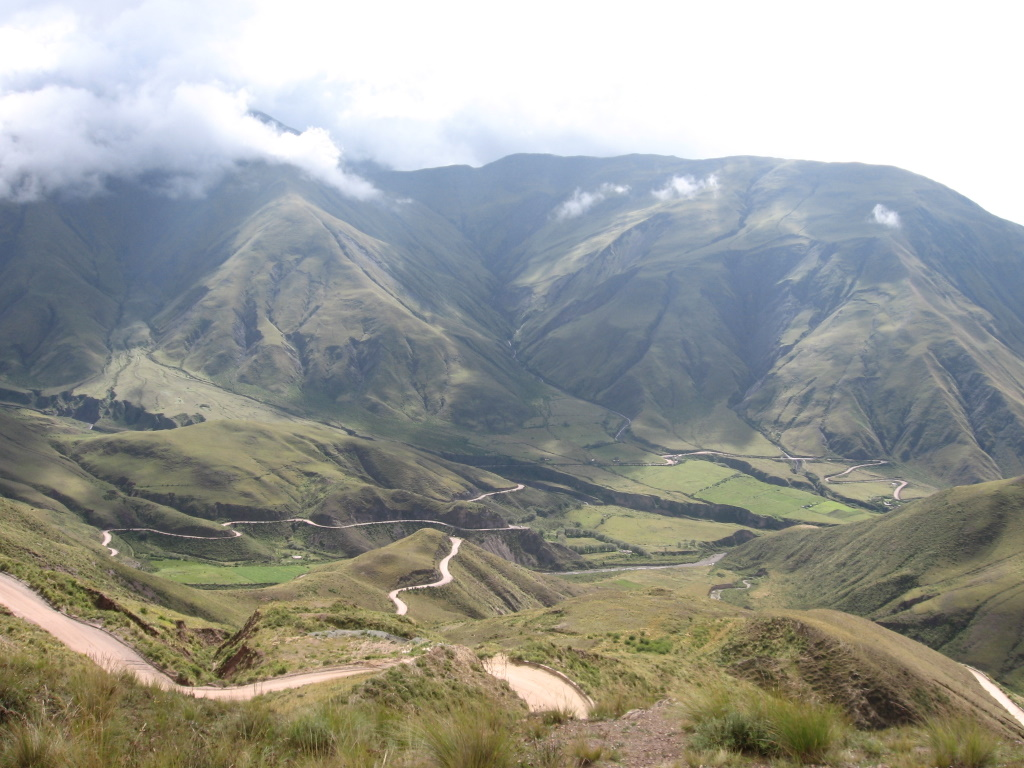
Landskap.

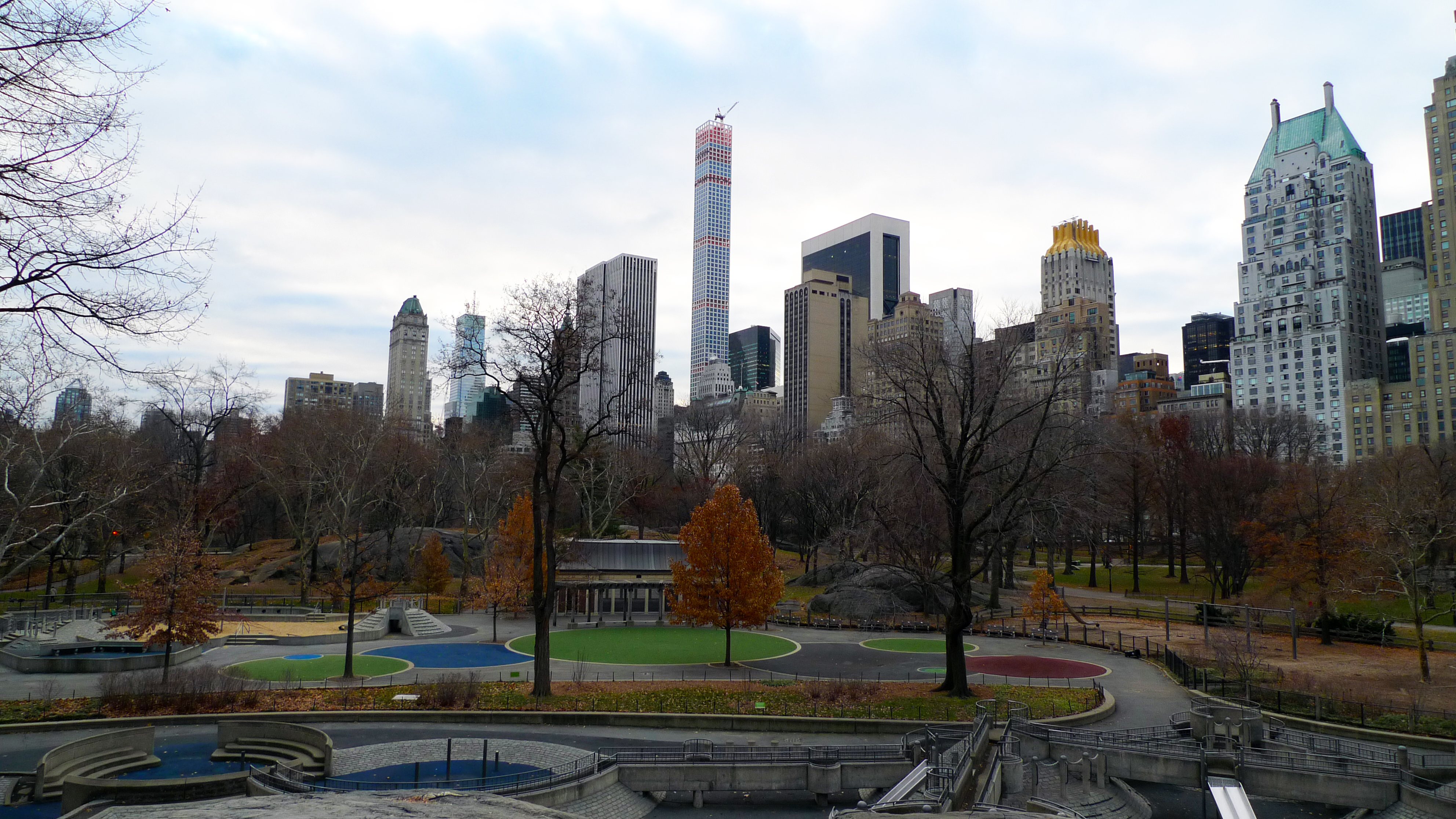
Stadslandskap.

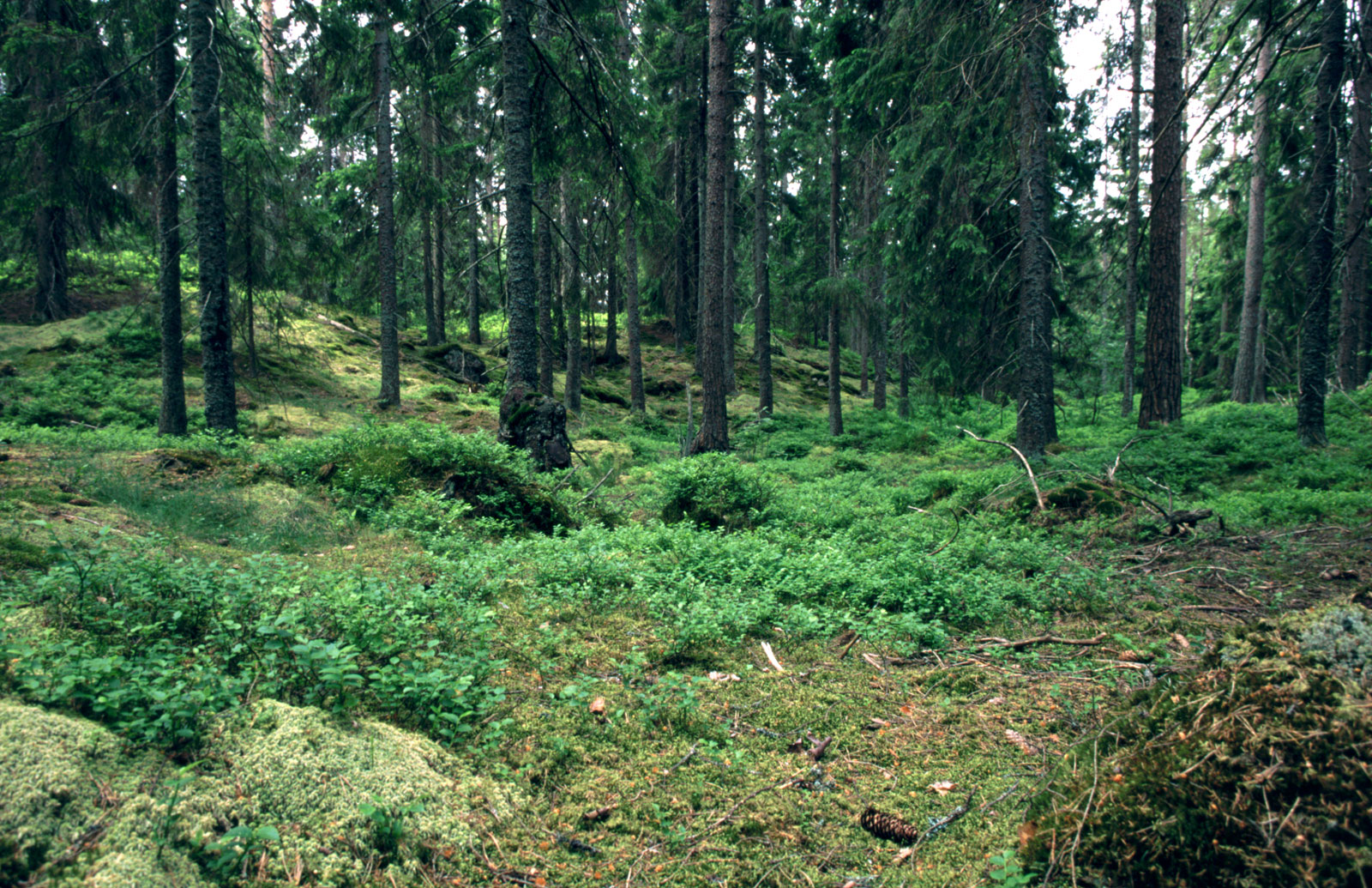
Ett landskap: Barrskog (kulturskog) i Ånnaboda i Kilsbergen.

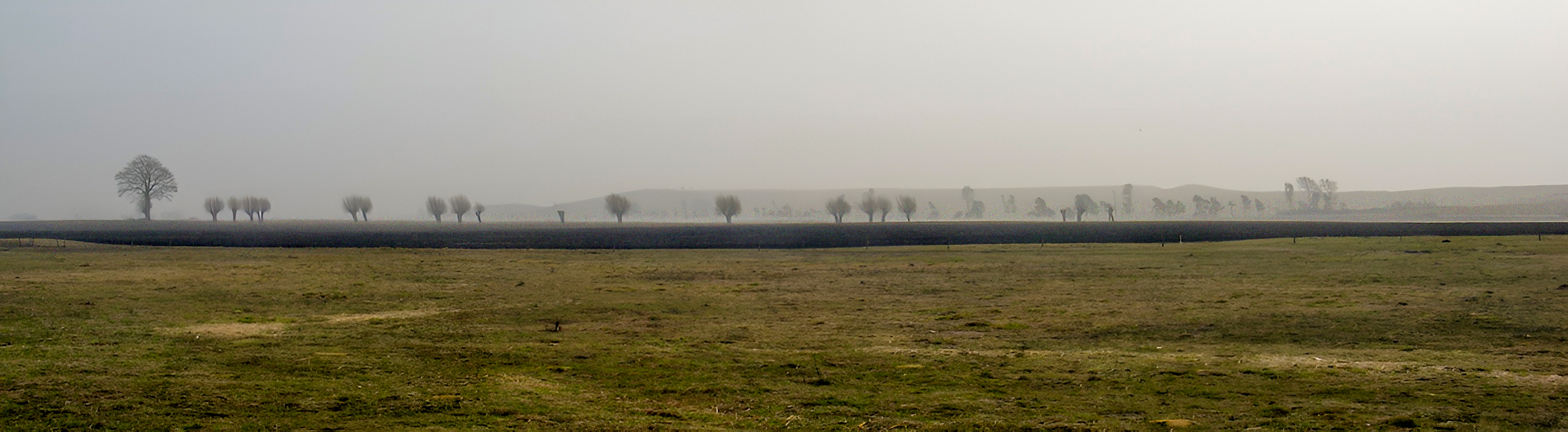
Ett landskap: Skånsk slätt med pilevall Ingelstorps ängar, i bakgrunden Hammars backar nära Kåseberga i sydöstra Skåne.

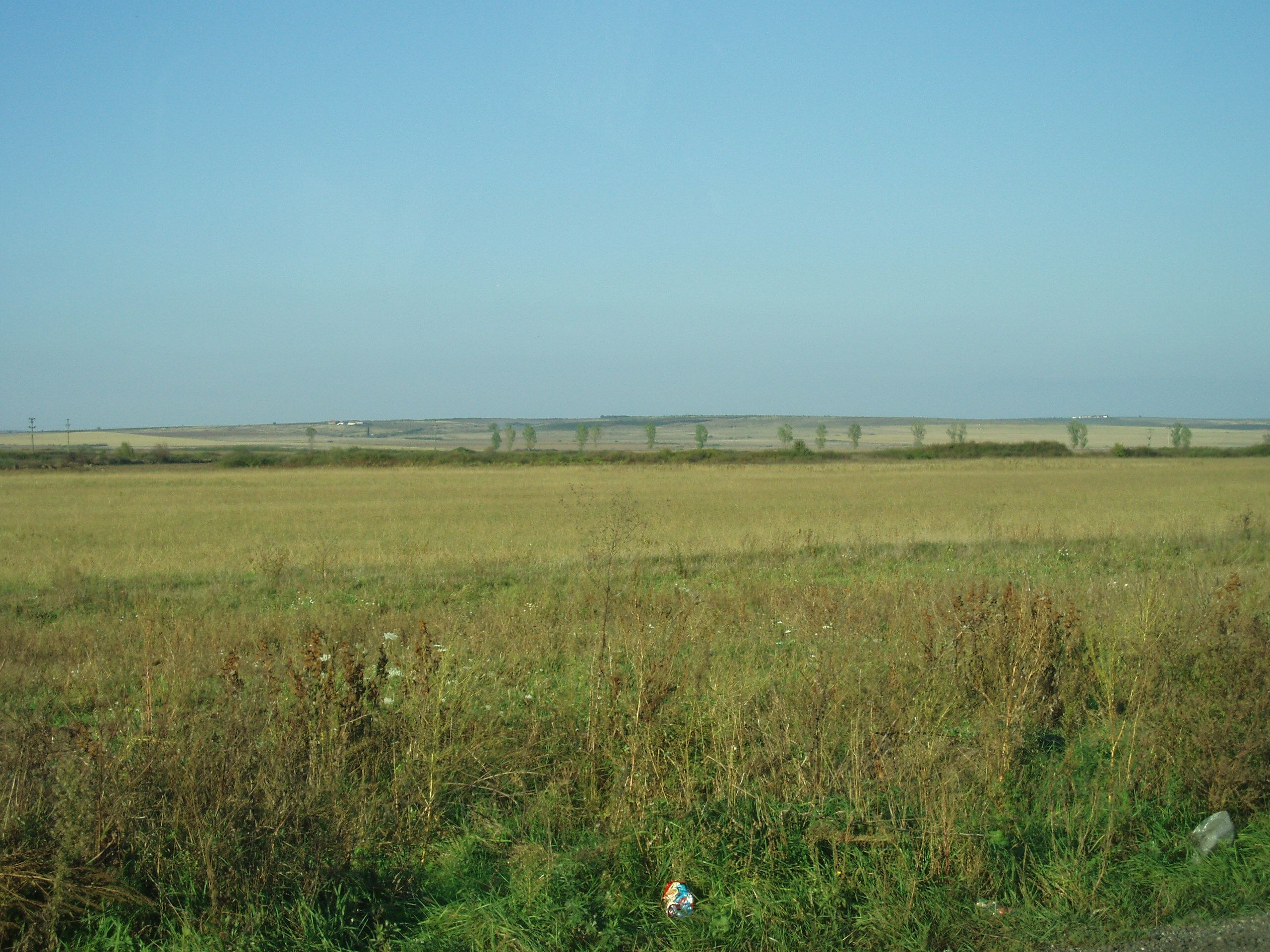
Ett landskap: Ungersk landsbygd, en del av Pusztan intill gränsen mot Rumänien.

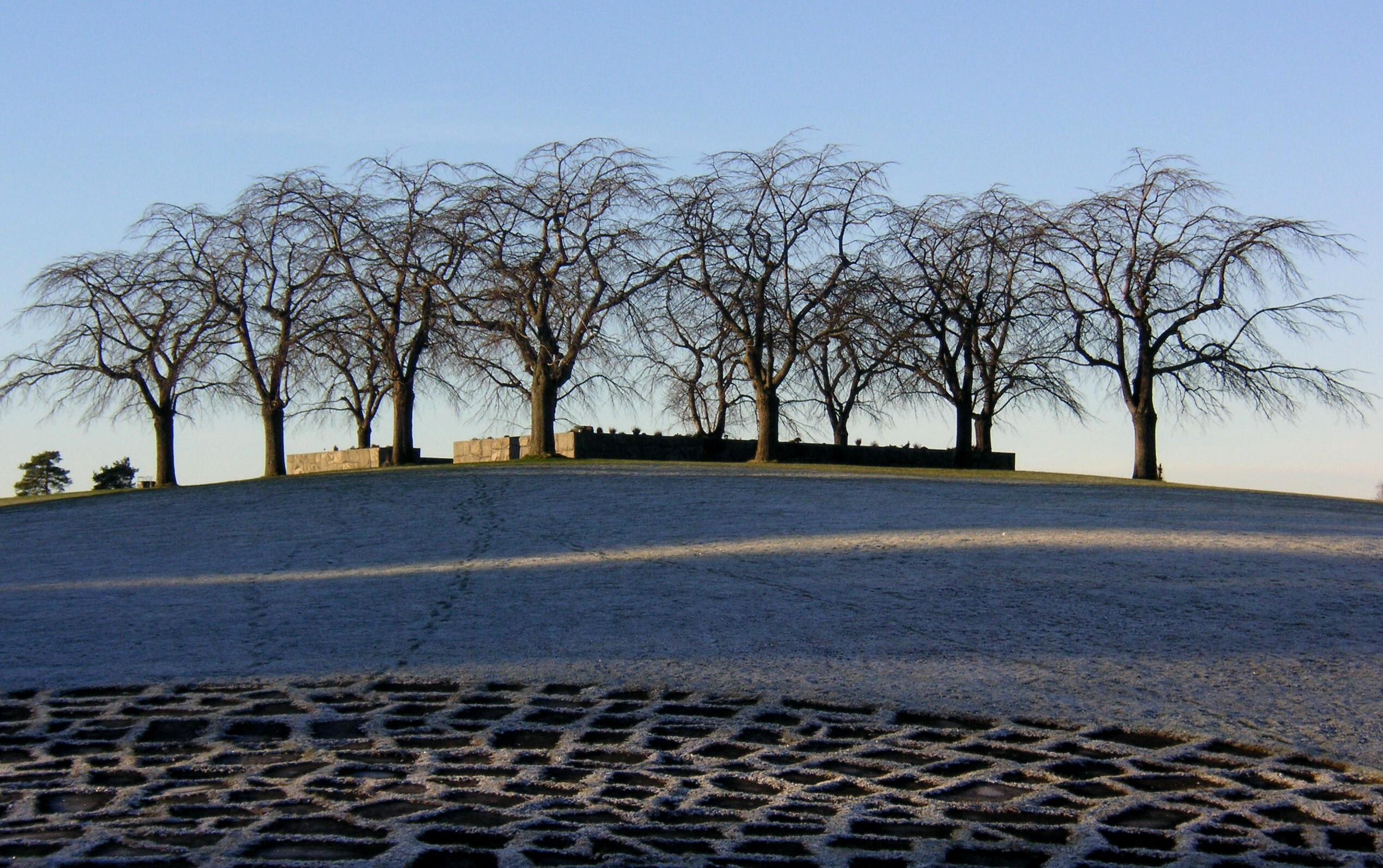
Meditationslunden på Skogskyrkogården i Stockholm, ett landskap utformat av arkitekter.

Ett landskap är ett geografiskt område med dess synliga geologiska, topografiska, biologiska och kulturella karaktär. Vissa definitioner har dessutom kravet att området måste ha en viss minsta storlek (några km²) för att kunna kallas landskap.[källa behövs] Landskapskaraktären definieras ofta enligt en skala som går från ”orörd natur”, det vill säga där människans påverkan på landskapet har varit liten, ibland kallat naturlandskap, via kulturlandskapet till stadslandskapet. I skalans ena ände bestämmer geologi och biotoperna karaktären, i den andra är det mer arkitektur och stadsplanering.
Från början har begreppet landskap en bestämd territoriell innebörd men det har successivt vidgats till att omfatta även andra miljöer, verkliga eller föreställda, med gränser av annan art än judiciella och administrativa. Ett exempel på det sistnämnda är skogsbrynet som av många uppfattas som en gräns mellan kulturlandskapet och den av människan opåverkade naturen. Vanligt är också att man uppfattar natur och landskap som synonymer. Synsättet går tillbaka till 1800-talets nationalromantik som kopplade samman den nationella identiteten med landsbygdslandskapet. En vanlig förväxling är därför också den mellan landskap och landsbygd.
En teori är att landskapet, i den här betydelsen, uppstod samtidigt med landskapsmåleriet,[källa behövs] en konstart där landskapet från att vara bakgrund för skildring av olika aktiviteter eller historiska händelser blev konstnärens och betraktarens huvudobjekt. Landskapsmåleriets genombrottsperiod som en huvudgenre inom måleriet sammanfaller med nationalromantiken.

## Den europeiska landskapskonventionen
Europeiska landskapskonventionen som trädde i kraft 2004 i och med den tionde ratifikationen företräder ett nytt synsätt med en mer antropocentrisk utgångspunkt för definition av landskap. Konventionen, som fram till oktober år 2011 har undertecknats av 39 länder och ratificerats av 35, fastslår att landskap är allt som människor uppfattar som det. Ett annat sätt att uttrycka saken är att landskap är det man ser när man tittar ut genom fönstret var man än bor, eller det man ser på väg till och från jobbet, lika väl som det landsbygdslandskap som många söker sig till på sin fritid. Enligt detta synsätt är landskapet alltid ett resultat av växelverkan mellan människa och natur. En illegal soptipp i staden är lika mycket landskap som ett världsarv i till synes orörd natur. Att landskapen kan värderas olika är en annan sak. Enligt konventionens synsätt är landskapsplanering och bevarandet av värdefulla landskap en viktig samhällelig uppgift.
Konventionen träder i kraft för ett land tre månader efter att landet har ratificerat den. Åtta länder har inte undertecknat konventionen, däribland Island, Ryssland och Tyskland. De länder som undertecknat men ännu inte ratificerat konventionen är Andorra, Bosnien och Hercegovina, Malta och Schweiz. Konventionen trädde i kraft 1 april 2006 i Finland och 1 maj 2011 i Sverige. Den stat som senast tillträtt konventionen är Azerbajdzjan, där den träder i kraft 1 december 2011.